# Stefan Šćepović
Stefan Šćepović (serbisch-kyrillisch Стефан Шћеповић; * 10. Januar 1990 in Belgrad, SFR Jugoslawien) ist ein serbischer Fußballspieler. 

## Karriere

### Verein
Scepovic startete seine Profikarriere 2008 bei OFK Belgrad und wurde an unterklassige Vereine sowie 2010 an Sampdoria Genua verliehen. Hier bestritt er zwei Spiele in der Serie A und wurde am Saisonende für 650.000 € an den belgischen Erstligisten FC Brügge verkauft. Auch hier folgte in der Winterpause die Leihe zum KV Kortrijk. 2011 wechselte er dann weiter zum israelischen Verein Hapoel Akko. Ein Jahr später schloss er sich dem Partizan Belgrad an, wo er in 19 Pflichtspielen acht Tore geschossen hat. In der Wintertransferperiode 2013 wechselte er wieder nach Israel, und zwar leihweise zum Erstligisten MS Aschdod. Dort schoss er in 13 Ligaspielen sechs Tore. Es folgte eine kurze Rückkehr zu Partizan, der ihn dann am 17. Juli wieder leihweise in die spanische Segunda División zu Sporting Gijón schickt. Dort hatte er gleich zu Beginn einen guten Start, denn er ist der erste Spieler in der spanischen Zweitligageschichte, der jeweils in der ersten fünf Ligaspiele der Saison mindestens ein Tor geschossen hatte. Im Februar 2014 kaufte ihn der Verein für eine Ablösesumme von circa eine Million Euro von Partizan Belgrad ab. Im September 2014 wechselte Šćepović zum schottischen Verein Celtic Glasgow. Nachdem er in der Saison 2014/15 in 19 Ligaspielen 4 Tore erzielte, und zudem die Schottische Meisterschaft und den Ligapokal gewonnen hatte, wurde Šćepović nach Spanien zum FC Getafe verliehen. Der spanische Verein verpflichtete ihn am Saisonende fest, verleih ihn aber direkt für ein halbes Jahr zu Sporting Gijón und danach ging er zum Vidi FC. Aber schon in der Winterpause 2018/19 folgte der nächste Wechsel, diesmal zum polnischen Erstligisten Jagiellonia Białystok. Im März zog er sich dann einen Kreuzbandriss zu und fällt seitdem aus. 2020 wechselte er nach Japan. Hier unterschrieb er einen Vertrag beim Zweitligisten FC Machida Zelvia in Machida. Für Machida bestritt er 31 Ligaspiele. Nach der Saison wurde sein Vertrag nicht verlängert. Im März 2021 ging er wieder nach Europa. In Spanien unterschrieb er bis Saisonende einen Vertrag beim Zweitligisten FC Málaga. Für den Klub aus Málaga bestritt er 13 Ligaspiele. Nach dem kurzen Intermezzo in Spanien ging er im Juli 2021 nach Zypern, wo ihn der Erstligist AEL Limassol verpflichtete. Über den australischen Erstligisten Brisbane Roar, wo er von Februar 2023 bis Juli 2023 unter Vertrag stand, wechselte er Ende Juli 2023 nach Thailand. Hier nahm ihn der Erstligist Muangthong United unter Vertrag. Mit Muangthong stand er am 16. Juni 2024 im Finale des Thai League Cup. Hier verlor man mit 1:0 gegen den Erstligisten BG Pathum United FC. Nach insgesamt 25 Ligaspielen, in denen er neun Tore erzielte, wurde sein Vertrag im Sommer 2024 nicht verlängert.

### Nationalmannschaft
Nach 12 Spielen und sieben Tore für die U-21 Serbiens gab Šćepović am 29. Februar 2012 sein Länderspieldebüt in der A-Nationalmannschaft beim Freundschaftsspiel gegen Zypern (0:0). Seit erstes und bisher einziges Tor konnte der Stürmer in der WM-Qualifikation 2014 beim 5:1-Sieg gegen Mazedonien erzielen.

## Erfolge
- Serbischer Meister: 2013
- Schottischer Meister: 2015
- Schottischer Ligapokalsieger: 2015
- Ungarischer Meister: 2018
- Thailändischer Ligapokalfinalist: 2023/24